# Артемчук Галік Ісакович
Галік Ісакович Артемчук (3 вересня 1938, с. Котів, Волинське воєводство, Польща — 1 липня 2017, Київ) — український філолог; випускник Київського державного педагогічного інституту іноземних мов, факультет німецької мови, вчитель англійської та німецької мов (1960). Кандидат філологічних наук (1972). Професор (1992).

## Біографія
Народився у родині коваля.
- 1960–1961 — вчитель англійської та німецької мов школи-інтернату № 9 м. Горлівки, Донецька область.
- 1961–1986 — викладач, старший викладач, доцент кафедри німецької філології, декан факультету німецької мови Київського державного педагогічного інституту іноземних мов.
- 1986–1988 — проректор з навчально-виховної роботи КДПІ іноземних мов.
- з грудня 1988 -2010 — ректор Київського державного педагогічного інституту іноземних мов (Київський національний лінгвістичний університет).
- з 1998 — академік АНВШ.
- з грудня 1999 — академік АПНУ, відділення теорії та історії педагогіки.
- з травня 2001 — Заслужений працівник освіти України.

Почесний доктор гуманітарних наук «Ворнер пасіфік коледж» (м. Портленд, США)
- був включений до збірки «2000 видатних учених 20-го сторіччя», що має фіктивний характер
- член секції соціогуманітарних наук Комітету Державних премій України в галузі науки і техніки
- член Національної комісії України у справах ЮНЕСКО
- член правління товариства «Україна-Австрія»

Автор понад 100 наукових і науково-методичних робіт, зокрема: «Довідник учителя німецької мови. Німецькомовні країни» (1985), «Порівняльна типологія німецької та української мов» (1987), «Методика організації науково-дослідної роботи» (2000) та ін.

## Нагороди
- Орден Дружби народів (1981);
- Медаль «В пам'ять 1500-річчя Києва» (1982);
- Орден «За заслуги» III ст. (1998);
- Почесна грамота Кабінету Міністрів України (вересень 2001);
- Орден «За заслуги» II ст. (2004);
- «Знак Пошани» голови Київської міськдержадміністрації (2005).